# Selma (Teksas)
Selma je grad u američkoj saveznoj državi Teksas. Prema popisu stanovništva iz 2010. u njemu je živjelo 5.540 stanovnika.